# Oddział PuMa
Oddział „PuMa” (ukr. Загін „ПуМа”), zwany też Legionem „PuMa” – ochotniczy oddział wojskowy Abwehry złożony z Ukraińców w 1941 r. podczas II wojny światowej.
Pierwsze przygotowania do utworzenia oddziału zaczęły się w kwietniu 1941 r., kiedy do Bukaresztu przybył z Niemiec były sotnik Ukraińskiej Armii Halickiej, a obecnie porucznik kawalerii Wehrmachtu (faktycznie służący w Abwehrze) Ołeksander Puliuj, pół Ukrainiec, pół Niemiec. Prowadził on rozmowy z rumuńskimi politykami w sprawie sytuacji Ukraińców. Jednocześnie zaproponował plan sformowania z rumuńskich Ukraińców oddziału wojskowego w formie legionu. W wyniku umowy rumuńsko-niemieckiej, po ataku wojsk niemieckich na ZSRR 22 czerwca 1941 r., w Piatra Neamț pod koniec czerwca został utworzony taki oddział. Ze strony OUN-M (melnykowców) w jego organizacji uczestniczyli Konrad Jogan, członek bukaresztańskiego kierownictwa i Orest Masikiewicz, który objął funkcję ukraińskiego dowódcy oddziału. Nazwa oddziału została utworzona od 2 pierwszych liter nazwisk Puliuja i Masikiewicza. Oddział składał się z ok. 40 członków OUN-M, pochodzących z rumuńskiej Bukowiny. Byli to studenci uniwersytetu w Czernihowie oraz Ukraińcy studiujący w Niemczech i Austrii. Otrzymali oni mundury Wehrmachtu. W niemieckiej nomenklaturze oddział otrzymał nazwę Abwehrgruppe 101. Wkrótce oddział został przeniesiony do Jass, a stamtąd trafił na południowy odcinek frontu wschodniego, gdzie podporządkowano go 11 Armii Grupy Armii „Południe”. Poruszał się 2 autobusami i sztabowym mercedesem. Ukraińcy doszli do Mikołajowa, gdzie 25 sierpnia dowiedzieli się o rozkazie dotyczącym rozwiązania Batalionu „Roland” i Batalionu „Nachtigall” oraz ich oddziału. Pierwotnie mieli oni dojść do Kubania. Część członków oddziału zaangażowała się w działalność okupacyjnych władz miejskich w Mikołajowie, zaś O. Masikiewicz objął na krótko stanowisko burmistrza miasta.